# 周秀
周秀（1516年—？），字實卿，浙江金華府永康縣人，民籍，明朝政治人物。

## 生平
嘉靖十九年（1540年）庚子科浙江鄉試第三十四名舉人。嘉靖二十九年（1550年）中式庚戌科會試第一百二名，登第三甲第一百五十五名進士。次年，授長洲縣知縣。其在任期間善於政課，后因丁憂離去。

## 家族
曾祖周倫；祖父周琅；父周鏘，母胡氏。具庆下。